# Pasimachus subsulcatus
Pasimachus subsulcatus är en skalbaggsart som beskrevs av Thomas Casey. Pasimachus subsulcatus ingår i släktet Pasimachus och familjen jordlöpare. Inga underarter finns listade i Catalogue of Life.